# Romanus Weichlein
Pour les articles homonymes, voir Weichlein.
Romanus Weichlein (né le 30 novembre 1652 à Linz et mort le 8 septembre 1706 à Kleinfrauenhaid) est un compositeur autrichien de l'époque baroque.

## Biographie
Weichlein est issu d'une famille de musiciens de Linz ; il étudie la théologie à Salzbourg, et reçoit probablement son enseignement musical de Heinrich Ignaz Franz Biber. En 1671, il prononça ses vœux perpétuels comme bénédictin à l'abbaye de Lambach. En 1691, il devint préfet et compositeur attitré de l'abbaye de bénédictines de la Sainte-Croix à Säben près de Klausen. Weichlein laissa plusieurs collections de sonates et de messes. De nombreux ouvrages qu'il avait écrits à l'intention de plusieurs couvents du Tyrol se sont perdus. Les œuvres qui subsistent sont fidèles à la tradition de ses compatriotes Biber, Johann Heinrich Schmelzer, Pavel Josef Vejvanovský et Georg Muffat.

## Œuvres
- Parnassus Ecclesiastico Musicus, collection de sept messes ;
- Encænia Musices, opus 1, sonates à plusieurs voix, imprimées par Jacob Christoph Wagner (Innsbruck 1695), qu'on peut trouver dans le Codex Rost (de) de la Bibliothèque nationale de France.